# Long Khánh (thị xã)
Long Khánh is een thị xã in de Vietnamese provincie Đồng Nai. De oppervlakte van de thị xã bedraagt 534,82 km². Long Khánh heeft 204.793 inwoners. Een van de belangrijkste wegen in Long Khánh is de Quốc lộ 51. De weg verbindt Biên Hòa met Vũng Tàu in de provincie Bà Rịa-Vũng Tàu.
Long Khánh is onderverdeeld in meerdere phường en xã's:
- Phường Phú Bình
- Phường Xuân An
- Phường Xuân Bình
- Phường Xuân Hòa
- Phường Xuân Thanh
- Phường Xuân Trung
- Xã Bảo Quang
- Xã Bảo Vinh
- Xã Bàu Sen
- Xã Bàu Trâm
- Xã Bình Lộc
- Xã Hàng Gòn
- Xã Suối Tre
- Xã Xuân Lập
- Xã Xuân Tân

## Geografische ligging
| Aangrenzende districten             | Aangrenzende districten          | Aangrenzende districten     | Aangrenzende districten | Aangrenzende districten |
| ----------------------------------- | -------------------------------- | --------------------------- | ----------------------- | ----------------------- |
| Biên Hòa                            |                                  | Trảng Bom                   |                         | Thống Nhất              |
|                                     |                                  |                             |                         |                         |
| Quận 9 (Ho Chi Minhstad) Nhơn Trạch | Cẩm Mỹ Châu Đức(Bà Rịa-Vũng Tàu) |                             |                         |                         |
|                                     |                                  |                             |                         |                         |
|                                     |                                  | Tân Thành (Bà Rịa-Vũng Tàu) |                         |                         |